# Сонячне (Пологівський район)
Сонячне — село в Україні, в Пологівському районі Запорізької області. Входить до складу Преображенської сільської громади. Населення становить 273 осіб.

## Географія
Село Сонячне розташоване на відстані 1 км від села Вільнянка та за 1,5 км від села Мирівка (Запорізький район). Селом протікає пересихаючий струмок з загатою.

## Історія
- 1920 — дата заснування.
- 22 червня 2023 року рішенням Національної комісії зі стандартів державної мови віднесено до списку населених пунктів, які «можуть не відповідати лексичним нормам української мови», зокрема стосуватися «російської імперської чи колоніальної політики». Громаді рекомендовано запропонувати нову назву в установленому законодавством порядку.[1]
- 5 червня 2025 року Постановою Верховної Ради України № 4483-ІХ «Про перейменування окремих населених пунктів, назви яких містять символіку російської імперської політики або не відповідають стандартам державної мови» село Обще перейменовано на Сонячне. 18 червня 2025 року перейменування набуло чинності[2].

## Населення

### Мова
Розподіл населення за рідною мовою за даними перепису 2001 року:
| Мова       | Кількість | Відсоток |
| ---------- | --------- | -------- |
| українська | 254       | 93.04%   |
| російська  | 18        | 6.59%    |
| білоруська | 1         | 0.37%    |
| Усього     | 273       | 100%     |